# Кобець Павло Васильович
 Ко́бець Павло́ Васи́льович (нар. 13 травня 1968, м. Самбір, Львівська область — український прозаїк. Член Національної спілки письменників України (2005).

## Біографія
Народився 13 травня 1968 р. у м. Самборі на Львівщині. Батько — український письменник і громадський діяч Кобець Василь Дмитрович. Ще малолітньою дитиною, у 1972 р. переїжджає з батьками на Вінниччину — спочатку до м. Іллінців, потім до Вінниці, де закінчив середню школу № 8 (1985) і вступив на факультет журналістики Київського університету ім. Т. Г. Шевченка. Навчання перервала служба у війську. Вищу освіту отримав у 1992 р. У трудовій кар'єрі — досвід на посаді голови товариства «Укрбуд», директора ПМК-28, юриста-правознавця, приватного підприємця.

Завзято займається громадською і правозахисною діяльністю. Являючись активістом товариства «Просвіта», налагодив творчі зв'язки з об'єднанням українців у Польщі, зокрема у Перемишлі. Один з ініціаторів спорудження у Вінниці пам'ятника поетові-землякові Василеві Стусу. Певний час був відповідальним секретарем Вінницької організації НСПУ. Активно працює у Конгресі української інтелігенції Вінниччини, в обласному літературно-мистецькому об'єднанні ім. Василя Стуса.

## Літературна діяльність
Писати почав у шкільні роки. Дебютував в альманасі «Вітрила» (1987) та обласній пресі. Оповідання, нариси, повісті друкувалися у періодиці. Серед першодруків — публікації у вінницькій «молодіжці» «Комсомольське плем'я», львівській «районці» «Радянське Прикарпаття» (м. Старий Самбір), в альманахах «Подільська пектораль», «17 вересня», «Немирівські мелодії». Окремими виданнями вийшли книги прози:

| - «Середина літа, судний день» (1989); - «Рухома мішень» (1991); - «Любов у стилі ретро» (2004); | - «Тільки мертві діти народжуються без крику» (2005); - «Діана повертається з полювання» (2005). |

## Премії і нагороди
- Премія обласного літературно-мистецького об'єднання імені В.Стуса «Подільська пектораль»;
- Орден Св. Архистратига Михаїла за заслуги перед Українською Помісною Православною Церквою.[3]